# Reviews of Modern Physics

Reviews of Modern Physics (abreviado frecuentemente como Rev. Mod. Phys.) es una revista científica estadounidense, publicada por la American Physical Society (APS) desde su fundación en 1929. Su actual editor es Achim Richter, que ocupa el puesto desde 2005.

## Historia
El primer tema del Volumen 1 consistió en la revisión de Raymond T. Birge titulada "Probable Values of the General Physical Constants", (Valores probables de las constantes físicas generales). Contenía además un artículo de Arthur Compton sobre las propiedades corpusculares de la luz. Vio la luz en julio de 1929 con el nombre Physical Review Supplement, que un año más tarde sería cambiado por el nombre actual.
Su primer editor, entre 1929 y 1941, fue el físico John T. Tate, padre del matemático de igual nombre, John Tate, premio Abel de Matemáticas en 2010. Los siguientes editores fueron J. William Buchta (1941-51, excepto el año en que volvió a ser John T. Tate), Samuel Abraham Goudsmit (1951-57), Edward Uhler Condon (1957-1968), Lewis McAdory Branscomb (1968-73), David Pines (1973-96), y George F. Bertsch (1996-2005)

## Contenido
Contiene artículos de revisión que ofrecen un tratamiento en profundidad de diversas áreas de investigación y trabajos recientes en física. Está dirigida tanto a estudiantes de posgrado de física como a no especialistas. También cuenta con bibliografías útiles para los especialistas e investigadores de alto nivel en una amplia gama de campos.
La sección Colloquia recoge trabajos recientes sobre temas frontera y de amplio impacto en varios campos de la física.

## Difusión
La revista comenzó a distribuirse en formato papel. Actualmente todos los volúmenes están disponibles en línea por suscripción. 
Cada año publica 4 números, entre 30 y 40 artículos científicos que ocupan unas 1.500 páginas. El factor de impacto de ISI fue de 33.985 en el año 2008, con un índice de inmediatez de 7.028.